# Tranziciona zona
Tranziciona zona je oblast Sunčeve atmosfere između hromosfere i korone. Vidljiva je iz svemira preko teleskopa koji detektuju ultraljubičasto zračenje. Značaj tranzicione zone je u tome što je ona mesto na kojem se dešavaju nekoliko važnih prelaza između slojeva Sunčeve atmosfere.
Tranziciona zona je vidljiva u dalekom ultraljubičastom spektru i posmatra se svemirskim teleskopom TREJS (TRACE). U poređenju sa čitavim Suncem ima malu debljinu, samo oko 100 km. Njena temperatura se kreće od 20.000 Kelvina pored hromosfere, do 2.000.000 Kelvina pored korone.

## Prelazi u tranzicionoj zoni
- Gravitacioni prelaz – ispod tranzicione zone gravitacija je glavni uzročnik koji oblikuje većinu dešavanja. U ovoj oblasti Sunce se može opisati preko granica i dešavanja na njima. Iznad tranzicione zone sile koje oblikuju većinu pojava su dinamičke sile.
- Granica jonizovanog i nejonizovanog helijuma – u oblasti ispod tranzicione zone većina helijuma nije potpuno jonizovana, tako da se energija najefikasnije prenosi radijacijom. Iznad prelazne zone helijum je potpuno jonizovan, tako da se u tranzicionoj zoni uspostavlja ravnotežna temperatura.
- Spektralna granica – ispod tranzicione zone većina spektralnih linija su apsorpcione linije u infracrvenom, vidljivom i bliskom ultraljubičastom spektru. Iznad nje dominiraju emisione linije u dalekom ultraljubičastom i X-spektru. Zbog ovakve razlike u spektru iznad i ispod tranzicione zone, oblast tranzicione zone i proces zračenja energije kroz nju je vrlo komplikovan.
- Granica u uzroku kretanja – na oblike struktura i kretanje u oblastima ispod tranzicione zone najviše utiču pritisak gasa i dinamika fluida, dok u sloju iznad, kretanje i oblik struktura najviše zavise od magnetnih sila i magnetne hidrodinamike. Tranziciona zona nije dobro izučen Sunčeve atmosfere zbog komplikovanih jednačina koje opisuje materiju u njoj, to jest komplikovanih Navije-Stoksovih jednačina i jednačina elektrodinamike.[3]